# Braya glabella
Braya glabella — вид трав'янистих рослин родини капустяні (Brassicaceae), який має циркумполярне, субарктичне й дещо бореальне поширення у Північній Америці та Євразії.

## Таксономічні примітки
Harris (1985) синонімізував Braya purpurascens, B. henryae, B. bartlettiana й деякі інші з Braya glabella. Це трактування було прийняте Rollins (1993) й отримало підтримку молекулярними даними й філогенією, представленою Warwick et al. (2003b). У такому трактуванні вид має досить характерні географічні закономірності. Найбільш поширений Braya glabella ssp. purpurascens високоарктичний і циркумполярний. Наступним за поширенням є Braya glabella subsp. glabella — низькоарктичний і бореальний підвид Північної Америки й Азії. Інші підвиди або раси досить місцеві. Тетраплоїдність (2n = 28) відома з Берингії, октоплоідність (2n = 56)  — з розрізнених місць, додекаплоїдність (2n = 84) — із сибірського Путорана. Така (невелика) диференціація, за гіпотезою виникла у кінці плейстоцену — у постльодовиковий період. У той же час вона може підтримати визнання підвидів (тобто, регіональних рас), а не видів.

## Опис
Це багаторічні поодинокі трав'янисті рослини. Стебла прості або дещо розгалужені від основи, висхідні, зрідка притиснуті ниць, (0.1)0.3–1.7(2.3) дм. Базальне листя: пластини (іноді дещо м'ясисті) від лінійно-оберненоланцетних до широких на кінці, (0.4)0.8–6(7.9) см × (0.3)0.6–4(6) мм. Стеблових листків 0 або 1. Плодоніжки (0.9)1.9–7.5(8.6) мм. Квіти: чашолистки (1.6)1.9–3.7 × (0.7)1–2 мм; пелюстки білі або пурпурові, (2.1)2.4–4.5(4.7) × (0.7)1–3(3.2) мм, пиляки довгасті, 0.3–0.5 мм. Плоди овальні-еліптичні, довгасто-еліптичні, довгасті або довгасто-ланцетні, іноді злегка горбкуваті, (прямі або трохи зігнуті), (0.3)0.5–1.2(1.5) см × (0.8)1.1–3(3.6) мм. Насіння довгасте (0.7)0.9–1.6 × 0.4–0.8(0.9) мм.

## Відтворення
Статеве розмноження насінням; немає вегетативного розмноження. Квітки пристосовані до запилення комахами, однак, принаймні Braya glabella subsp. purpurascens в основному самозапилюються. Насіння не пристосоване до будь-якого особливого способу поширення.

## Поширення
Північна Америка (Ґренландія, Канада, північ США), Євразія (Північна Норвегія [вкл. Шпіцберген], Північна Росія).
Населяє безплідні, як правило, карбонатні ґрунти і гравійні ділянки, порушені ділянки кам'янистих схилів, узбережжя (Braya glabella subsp. purpurascens), сухий або вологий пісок і мул на безплідних схилах і рівнинах (Braya glabella subsp. prostrata), безплідні, як правило, карбонатні ґрунти і гравійні ділянки, порушені ділянки, озерні й морські береги, осипові схили (Braya glabella subsp. glabella).